# Markham (Texas)
Markham è un census-designated place degli Stati Uniti d'America situato nella contea di Matagorda dello Stato del Texas.
La popolazione era di 1.082 persone al censimento del 2010.

## Geografia fisica
Markham è situata a 28°57′47″N 96°04′04″W (28.962944, -96.067712).
Secondo lo United States Census Bureau, ha un'area totale di 2,3 miglia quadrate (6,0 km²).

## Società

### Evoluzione demografica
Secondo il censimento del 2000, c'erano 1.138 persone, 386 nuclei familiari e 306 famiglie residenti nella città. La densità di popolazione era di 497,5 persone per miglio quadrato (191,9/km²). C'erano 446 unità abitative a una densità media di 195,0 per miglio quadrato (75,2/km²). La composizione etnica della città era formata dal 79,88% di bianchi, il 9,93% di afroamericani, lo 0,09% di nativi americani, lo 0,09% di asiatici, il 7,91% di altre razze, e il 2,11% di due o più etnie. Ispanici o latinos di qualunque razza erano il 36,03% della popolazione.
C'erano 386 nuclei familiari di cui il 39,9% aveva figli di età inferiore ai 18 anni, il 61,7% aveva coppie sposate conviventi, l'11,9% aveva un capofamiglia femmina senza marito, e il 20,7% erano non-famiglie. Il 17,9% di tutti i nuclei familiari erano individuali e il 7,0% aveva componenti con un'età di 65 anni o più che vivevano da soli. Il numero di componenti medio di un nucleo familiare era di 2,95 e quello di una famiglia era di 3,35.
La popolazione era composta dal 31,5% di persone sotto i 18 anni, l'8,3% di persone dai 18 ai 24 anni, il 27,4% di persone dai 25 ai 44 anni, il 22,1% di persone dai 45 ai 64 anni, e il 10,7% di persone di 65 anni o più. L'età media era di 33 anni. Per ogni 100 femmine c'erano 96,2 maschi. Per ogni 100 femmine dai 18 anni in giù, c'erano 90,9 maschi.
Il reddito medio di un nucleo familiare era di 41.900 dollari e quello di una famiglia era di 49.792 dollari. I maschi avevano un reddito medio di 32.391 dollari contro i 20.938 dollari delle femmine. Il reddito pro capite era di 17.302 dollari. Circa il 7,6% delle famiglie e l'11,4% della popolazione erano sotto la soglia di povertà, incluso il 15,3% di persone sotto i 18 anni e il 19,7% di persone di 65 anni o più.